# منطقه فولینگ
منطقه فولینگ (به چینی: 涪陵区، به پین‌یین: Fúlíng Qū) یک منطقهٔ شهرداری تابع شهر چونگ‌چینگ، در جمهوری خلق چین است.

## خصوصیات
منطقه فولینگ ۲٬۹۴۶ کیلومترمربع مساحت و ۱٬۰۶۶٬۷۰۰ نفر جمعیت دارد و ۲۸۷ متر بالاتر از سطح دریا واقع شده‌است.

## ولایت فولینگ
تا پیش از نوامبر سال ۱۹۹۵ میلادی، ولایت فولینگ (به چینی: 涪陵地区، به پین‌یین: Fúlíng dìqū) در استان سیچوان بود. در تابعیت ولایت فولینگ، واحدهای تقسیماتی زیر قرار داشتند:
- شهر در سطح شهرستان فولینگ، که امروزه «منطقه فولینگ» می باشد.
- شهر در سطح شهرستان نانچوان، که امروزه منطقه نانچوان می باشد.
- شهرستان دیانجیانگ
- شهرستان فنگدو
- ‌ شهرستان وولونگ، که امروزه منطقه وولونگ می باشد.

در نوامبر ۱۹۹۵ میلادی، شهر در سطح شهرستان فولینگ منحل شد، و به دو منطقه ژیچنگ و لیدو تقسیم شد.
در مارس ۱۹۹۶ میلادی، ولایت فولینگ به شهر در سطح ولایت فولینگ ارتقاء یافت.
در مارس ۱۹۹۷،‌ «شهر در سطح ولایت فولینگ» از استان سیچوان جدا شده و شهر جدید التاسیس در سطح استان چونگ‌چینگ پیوست.
در دسامبر ۱۹۹۷، «شهر در سطح ولایت فولینگ» منحل شده، و تقسیمات تابع آن، مستقیما به تابعیت شهر چونگ‌چینگ در آمدند. در همین تاریخ، دو منطقه ژیچنگ و لیدو منحل شده، و با نام «منطقه فولینگ» متحد شدند.

موقعیت ولایت فولینگ در استان سیچوان پیش از سال ۱۹۹۷ میلادی
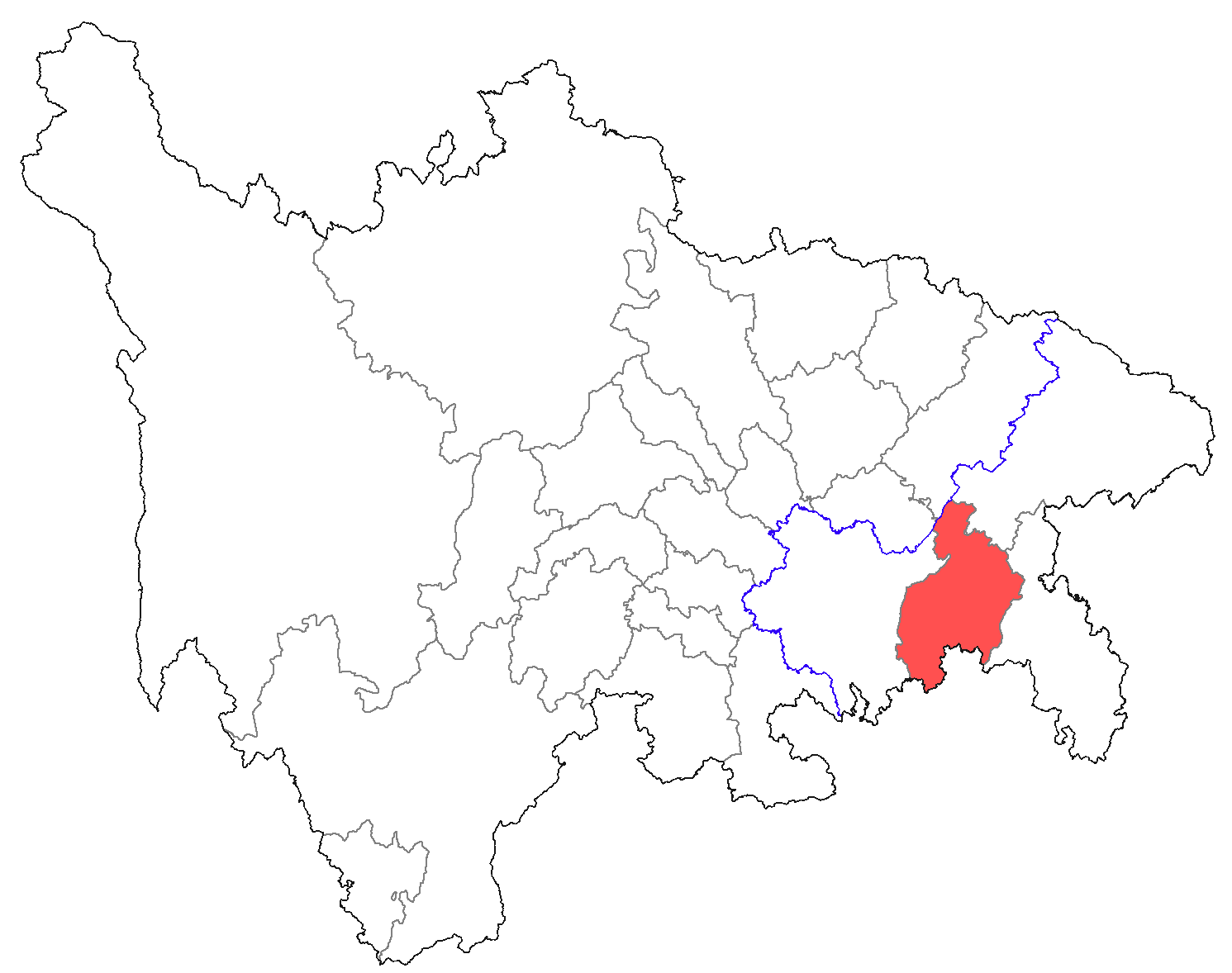